# Едгарс Ринкевичс
Едгарс Ринкевичс (лет. Edgars Rinkēvičs; Јурмала, 21. септембар 1973) летонски је јавни функционер и политичар, као и актуелни председник Летоније. Између 2011. и 2013. био је министар спољних послова. Пре него што је постао министар, био је шеф канцеларије председника Летоније, као државни секретар Министарства одбране, као и потпредседник Сејме.
По ступању на дужност председника, постао је први геј шеф државе у некој земљи Европске уније. Пошто је раније представљао Летонски начин и Рефористичку партију, био је члан странке Јединство од маја 2014. године, а напустио је након што је изабран за председника, јер се очекује да председници задрже политичку неутралност.

## Биографија
Рођен је 21. септембра 1973. године у Јурмали, где је 1991. завршио средње образовање. По завршетку средње школе, 1995. дипломирао је на Факултету историје и филозофије Универзитета Летоније. У исто време, 1994. и 1995. студирао је политичке науке и међународне односе на Универзитету у Гронингену у Холандији, за шта је добио сертификат 1995. Године 1997. магистрирао је политичке науке, а затим поново 2000.
Он је 6. новембра 2014. јавно објавио на свом Twitter профилу да је геј, чиме је постао први посланик у Летонији који се декларисао као хомосексуалац, као и први геј шеф државе у једној земљи Европске уније. Поред матерњег летонског, течно говори и енглески, руски и француски језик.